# Царлино, Джозеффо
Джозеффо Царли́но (итал. Gioseffo Zarlino; 31 января 1517, Кьоджа, близ Венеции — 4 февраля 1590, Венеция) — итальянский теоретик музыки, педагог и композитор. Теоретические труды писал на итальянском языке. Его трактат «Основы гармоники» (Le istitutioni harmoniche) — крупнейшее достижение музыкальной науки в Италии XVI века. Учение о музыке Царлино оказало значительное влияние на западноевропейскую музыкальную науку позднего Возрождения и барокко.

## Биография
Свободным искусствам обучался у францисканцев в родном городе (учителя: по грамматике — Дж. Э.Санезе, по арифметике и геометрии — Дж. Атанаджи, по музыке — Ф. М. Дельфико). Певчий (1536), затем органист (1539—40) в кафедральном соборе Кьоджи. После рукоположения в духовный сан (1540) — руководитель хоровой капеллы (capellano) школы Св. Франциска в Кьодже. Переехав в Венецию (1541), продолжил обучение музыке, став учеником Адриана Вилларта. Там же изучал логику и философию (К. да Линьяме), древнегреческий язык (Г. Фьямминго). С 1565 года — капельмейстер и органист собора Св. Марка. Среди учеников Царлино: Винченцо Галилей, Дж. Дирута, Дж. Артузи, Дж. Кроче. Мотеты (на 4-6 голосов) и мадригалы (на 5 голосов) Царлино написаны в консервативной имитационно-полифонической технике, с ограниченным использованием хроматики и приёмов музыкальной риторики.

## Музыкально-теоретическое учение
Наиболее значительные научные достижения Царлино сосредоточены в большом трактате «Основы гармоники» (итал. Le istitutioni harmoniche), первое издание которого было опубликовано в 1558 году, а второе (исправленное и дополненное) — в 1573 году. С небольшими изменениями второе издание перепечатано в 1589 году, в первом томе полного собрания его теоретических трудов. 
Трактат «Основы гармоники» состоит из четырёх частей («книг»). Первая (44 главы) и вторая (51 глава) книги посвящены общим вопросам теории и истории музыки, в том числе, в них представлен детальный обзор античной теории музыки (основные авторитеты — Аристоксен, Птолемей и Боэций), обсуждены различные деления монохорда. Пифагорейская теория «звучащих» числовых отношений (numeri sonori), изложенная в целом по Боэцию, модифицирована с учётом современной практики (см. дальше о numero senario). Третья (80 глав, самая большая по объёму и наиболее насыщенная по материалу) и четвёртая (36 глав) книги имеют практическую направленность: третья посвящена контрапункту (детальная классификация консонансов и диссонансов и конкретные примеры их применения в композиции) и ритмике, в четвёртой развёрнуто оригинальное учение о ладах.
На фоне поисков «древнегреческой» монодии, завершившихся в начале XVII века установлением гомофонного склада, а также интенсивных экспериментов в области хроматики и микрохроматики Царлино выступил как традиционалист, апологет контрапункта как основы композиционной техники и одноголосных ладов как основы звуковысотной системы:
Контрапункт — это согласованность, или стройность, которая рождается из некого целого, составленного из различных частей, то есть различных мелодий, заключенных в [многоголосной] музыке и образуемых голосами, которые отстоят друг от друга на соизмеримые и гармоничные интервалы (то, что в ч. II гл.12 я назвал гармонией в особом смысле слова, harmonia propria). Можно также сказать, что контрапункт — это вид гармонии, заключающий в себе различные изменения звуков, или певческих голосов, [по высоте], выраженных неким числовым отношением и размеренных временем; или же так: [контрапункт — ] это некое искусное объединение различных звуков, доведенное до согласованности.
В гармонии важное достижение Царлино — признание обеих терций как «природных» консонансов, построенное на пифагорейской концепции «звучащего числа» (итал. numero sonoro), или «звучащего количества» (итал. quantità sonora). Чтобы включить обе терции (но не сексты) в число «природных» консонансов, он расширил пифагорейскую тетраду (1-2-3-4) до размеров гексады (1-2-3-4-5-6), которую назвал «шестиричным числом» (итал. numero senario): 

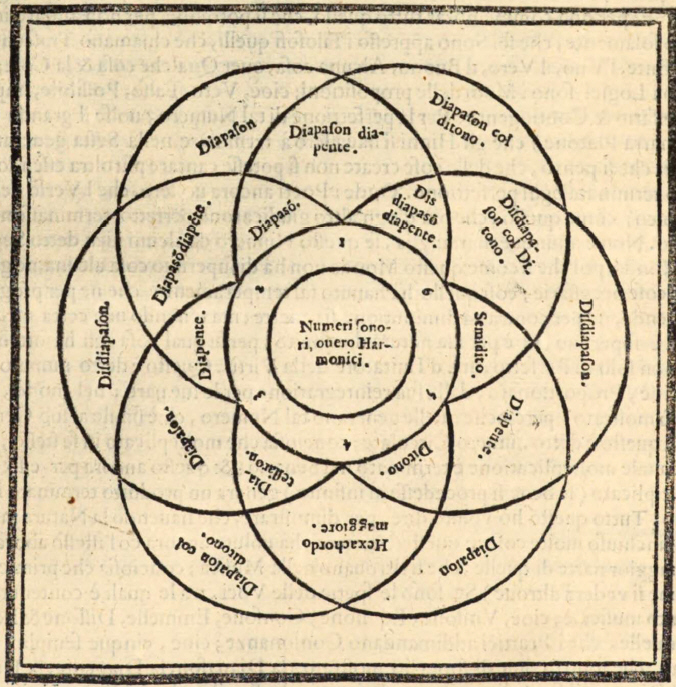
Звучащие, или гармонические, числа (numeri sonori overo harmonici), взятые из «шестиричного числа», охватывают отношения для «всех» музыкальных консонансов (Ist. harm. 1589. I,15)

Помимо Боэция, важнейший источник «музыкальной» математики Царлино — «Гармоника» Птолемея. 
На основе гексады Царлино дал «природное» обоснование обоих трезвучий – малого (путем деления квинты арифметическим средним) и большого (путём деления квинты гармоническим средним). Такое обоснование – при всей его спекулятивности – регистрирует теоретическое признание интервалики чистого строя в качестве звуковой «материи» (materia) многоголосной музыки. Знаменитые этические характеристики обеих терций легли в основу многочисленных позднейших научных и популярных описаний мажора и минора:
Если большая терция находится в нижней части квинты, то гармония делается веселой (allegra), а если она находится сверху, то гармония становится печальной (mesta).
В учении о ладе Царлино в целом держался средневековой концепции монодических модальных ладов, для которых установил (как и Глареан) 12 различных октавных звукорядов. Вместе с тем, он сделал характерное признание, что в основе одних звукорядов лежит малая терция, других — большая терция. Симптоматично, что сам порядок ладов также изменился: в качестве «первого лада» Царлино установил октавный звукоряд от C (до), известный в современной теории музыки как «ионийский». Структурная схема (по Ю. Н. Холопову, консонантные остовы) всех 12 ладов Царлино:

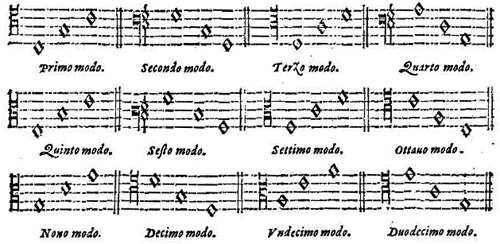
Ist. harm. IV,10 (ed. 1589, p.399)

Царлино также принадлежит самая подробная в XVI веке систематика каденций.

## Рецепция
Теория музыки Царлино оказала большое влияние на западноевропейскую музыкальную науку и дидактику. Наиболее активным пропагандистом Царлино в Германии был Зет Кальвизий. В Англии идеи Царлино транслировали Томас Кэмпион и Чарлз Батлер. Во Франции опора на Царлино прослеживается в трудах Рене Декарта («Компендий музыки», 1618) и Марена Мерсенна («Универсальная гармония», 1637). В Нидерландах «Основы гармоники» перевёл на фламандский язык Я. П. Свелинк, причём снабдил этот перевод актуальными нотными примерами. Критические оценки теории Царлино получили наиболее значительное выражение в самой Италии, в трактате «Диалог о старинной и современной музыке» (1581) его ученика Винченцо Галилея.

## Сочинения (трактаты)
- Le istitutioni harmoniche ["Основы гармоники", в четырёх книгах]. Venezia, 1558; репринт издания 1558 года — New York: Broude Brothers, 1965 (Monuments of music and music literature in facsimile, II/1); репринт Venezia, 1562; 2-е, исправленное и дополненное издание, Venezia, 1573[23]; репринт 2-го издания Ridgewood, NJ: Gregg Press, 1966; 3-е издание (текст 2-го издания, с исправлением его опечаток), Venezia, 1589[24].
- Dimostrationi harmoniche ["Доказательства гармоники"]. Venezia, 1571; репринты: New York: Broude Brothers, 1965 (Monuments of music and music literature in facsimile, II/2); Ridgewood, NJ: Gregg Press, 1966; 2-е, исправленное и дополненное издание, Venezia, 1589.
- Sopplimenti musicali ["Дополнения к музыке"][25]. Venezia, 1588; репринт Ridgewood, NJ: Gregg Press, 1966.
- De tutte l’opere del R.M. Gioseffo Zarlino. Venezia, 1588-1589, в 4 томах (полное собрание сочинений Царлино; репринт Hildesheim: Georg Olms, 1968)[26].
- Music treatises: Facsimile and transcription by Frans Wiering. Utrecht, 1997 (= Thesaurus Musicarum Italicarum, vol. 1) (CD-ROM, содержащий все трактаты Царлино в виде факсимиле и в виде распознанного текста в формате SGML).

## Переводы трактатов
- Установления гармонии. Перевод О. П. Римского-Корсакова // Музыкальная эстетика западноевропейского средневековья и Возрождения, под ред. В. П. Шестакова.— М., 1966, сс.423-510 (фрагменты).
- Доказательства гармонии. Перевод М. В. Иванова-Борецкого // Музыкальная эстетика западноевропейского средневековья и Возрождения, под ред. В. П. Шестакова.— М., 1966, сс.510-514 (фрагменты).
- The art of counterpoint. Part three of 'Le istitutioni harmoniche', 1558. Translated by Guy A. Marco and Claude V. Palisca // Music theory translation series. New Haven: Yale University Press, 1968. ISBN 0-393-00833-9 (перевод 3-й книги трактата «Основы гармоники» [первой редакции] на англ. язык).
- On the modes: Part four of 'Le istitutioni harmoniche', 1558, translated by Vered Cohen. Edited with an introduction by Claude V. Palisca // Music theory translation series. New Haven: Yale University Press, 1983 (перевод 4-й книги трактата «Основы гармоники» [первой редакции] на англ. язык).
- Clendinning J.P. Zarlino and the Helicon of Ptolemy // Theoria 2 (1987), pp. 39–58 (комментированный перевод III.3 трактата «Дополнения к музыке» на англ. язык).
- Theorie des Tonsystems: das erste und zweite Buch der «Institutioni harmoniche» (1573), aus dem Italienischen übersetzt, mit Anmerkungen, Kommentaren und einem Nachwort versehen von Michael Fend. Frankfurt am Main, New York: P. Lang, 1989. ISBN 9783631407240 (1-я и 2-я книги трактата «Основы гармоники» [второй редакции] в переводе на немецкий язык).